# Puerto Libertad
Puerto Libertad est une ville d'Argentine qui se trouve dans le département d'Iguazú de la province de Misiones.
La ville se trouve sur la route nationale 12, à 25 km au sud des Chutes d'Iguazú et à 3 km du río Paraná.

## Population
La ville comptait 5 576 habitants en 2001, ce qui représentait une hausse de 12,9 % par rapport à 1991.

## Tourisme
- Barrage de Urugua-í : sur l'arroyo Urugua-í, un affluent abondant du río Paraná.
- Lac d'Urugua-í : formé par le barrage, il a une superficie de plus ou moins 8 000 hectares (80 km2). On y pratique divers sports nautiques, la nage, la pêche, le camping etc.
- Mines de Puerto Libertad : gisements de pierres semi-précieuses : agates, améthystes et topazes (Mines Urugua-í)
- Chutes et cascades : en particulier les chutes Yasy, Diamante Azul et Bella Vista.

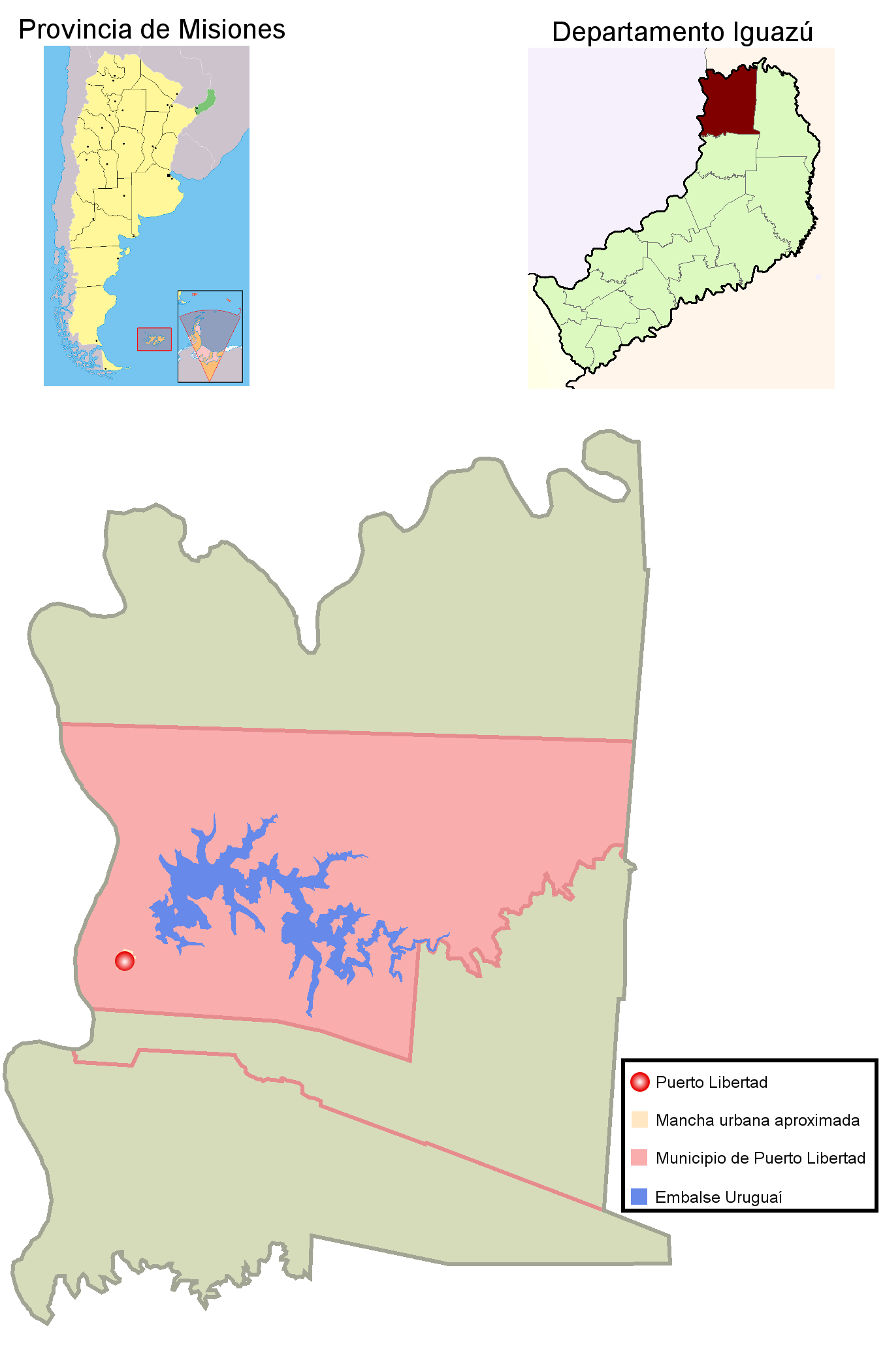
En rose : le municipe de Puerto Libertad. Au centre le lac d'Urugua-í de 80 km de superficie